# Podsavezna nogometna liga Rijeka 1952.
Podsavezna nogometna liga Rijeka (također i kao Riječka podsavezna liga, Liga Riječkog nogometnog podsaveza, V. zona Prvenstva Hrvatske, Hrvatska liga – Zapad) je bila liga drugog stupnja nogometnog prvenstva Jugoslavije u sezoni 1952. 
 
Sudjelovalo je 10 klubova, a prvak je bio klub  "Kvarner" iz Rijeke. 

## O ligi
Reorganizacijom ligaškog natjecanja za 1952. godinu je Nogometni savez Hrvatske donio odluku o ukidanju oblasih nogometnih odbora i osnivanju nogometnih podsaveza. Jugoslavenski nogometni savez je donio odluku o reorganizaciji nogometnih natjecanja, kojom su ukinute Druga savezna liga te republičke lige (među kojima i Hrvatska republička liga, pa su drugi rang natjecanja predstavljale podsavezne lige. 
 
Prvaci podsaveznih liga su potom igrali doigravanje za prvaka Hrvatske, koje su bile i kvalifikacije za 1. saveznu ligu, te su također dobili plasman u novoformiranu Hrvatsko-slovensku ligu, koja od sezone 1952./53. predstavlja drugi rang natjecanja. 
 
Liga je završila početkom lipnja 1952. godine, a nadalje je odigravanje nogometne sezone vraćeno na sustav "jesen-proljeće". 
 
Od sezone 1952./53. Podsavezna liga Rijeka je bila liga trećeg stupnja prvenstva Jugoslavije.
- Formiranje lige:
  - Iz ukinute Druge savezne lige (1): Kvarner (Rijeka)
  - Iz ukinute Republičke lige (5): Pula, Crikvenica, Lokomotiva (Rijeka), Jedinstvo (Ogulin) i Rudar (Raša)
  - Iz ukinute Oblasne lige Rijeka (4): Goran (Delnice), Nehaj (Senj), Budućnost (današnji Orijent, Rijeka) i Uljanik (Pula)

## Ljestvica
| mj. | klub              | ut. | pob. | ner. | por. | gol+ | gol- | bod |
| --- | ----------------- | --- | ---- | ---- | ---- | ---- | ---- | --- |
| 1.  | Kvarner Rijeka    | 18  | 15   | 1    | 2    | 70   | 11   | 31  |
| 2.  | Lokomotiva Rijeka | 18  | 12   | 2    | 4    | 45   | 25   | 26  |
| 3.  | Pula              | 18  | 9    | 2    | 7    | 34   | 26   | 20  |
| 4.  | Uljanik Pula      | 18  | 7    | 4    | 7    | 30   | 27   | 18  |
| 5.  | Budućnost Rijeka  | 18  | 6    | 5    | 7    | 24   | 24   | 17  |
| 6.  | Nehaj Senj        | 18  | 6    | 4    | 8    | 26   | 40   | 16  |
| 7.  | Crikvenica        | 18  | 6    | 3    | 9    | 25   | 31   | 15  |
| 8.  | Jedinstvo Ogulin  | 18  | 6    | 3    | 9    | 26   | 41   | 15  |
| 9.  | Goran Delnice     | 18  | 5    | 2    | 11   | 22   | 51   | 12  |
| 10. | Rudar Raša        | 18  | 4    | 2    | 12   | 16   | 42   | 10  |

- Viši rang:
  - Kvarner (Rijeka) je sudjelovao u doigravanju prvenstva Hrvatske za ulazak u Prvu saveznu ligu – nije uspio. Plasirao se u novoformiranu Hrvatsko-slovensku ligu.
- Ispali:
  - Pula nije igrala naredne sezone iz nepoznatih razloga
- Novi članovi:
  - Mladost (Kraljevica), Naprijed (Hreljin), Opatija i Rovinj
- Napomena:
  - za narednu sezonu liga je proširena na 12 klubova

## Rezultatska križaljka
| kratica | klub              | BUD | CRI | GOR | JED | KVA | LOK | NEH | PULA | RUD | ULJA |
| --- | ----------------- | --- | --- | --- | --- | --- | --- | --- | ---- | --- | ---- |
| BUD | Budućnost Rijeka  |     |     |     |     |     |     |     |      |     |      |
| CRI | Crikvenica        |     |     |     |     |     |     |     |      |     |      |
| GOR | Goran Delnice     |     |     |     |     |     |     |     |      |     |      |
| JED | Jedinstvo Ogulin  |     |     |     |     |     |     |     |      |     |      |
| KVA | Kvarner Rijeka    |     |     |     |     |     |     |     |      |     |      |
| LOK | Lokomotiva Rijeka |     |     |     |     |     |     |     |      |     |      |
| NEH | Nehaj Senj        |     |     |     |     |     |     |     |      |     |      |
| PULA | Pula              |     |     |     |     |     |     |     |      |     |      |
| RUD | Rudar Raša        |     |     |     |     |     |     |     |      |     |      |
| ULJA | Uljanik Pula      |     |     |     |     |     |     |     |      |     |      |
| |                   |     |     |     |     |     |     |     |      |     |      |
| podebljan rezultat - utakmice od 1. do 9. kola (1. utakmica između klubova) rezultat normalne debljine - utakmice od 10. do 18. kola (2. utakmica između klubova) rezultat nakošen - nije vidljiv redoslijed odigravanja međusobnih utakmica iz dostupnih izvora rezultat smanjen * - iz dostupnih izvora nije uočljiv domaćin susreta prekrižen rezultat - poništena ili brisana utakmica p - utakmica prekinuta 3:0 p.f. / 0:3 p.f. - rezultat 3:0 bez borbe n.i. - nije igrano |                   |     |     |     |     |     |     |     |      |     |      |

 Izvori: